# Eszperantó zászló
Az eszperantó zászló (eszperantóul: Esperanto-flago, Standardo Esperantista vagy Verda Flago) az eszperantó mozgalom egyik szimbóluma.
Zöld szövetből készül, amelynek bal felső sarkában fehér négyzet látható, zöld csillaggal, kezdetben a csillagban volt egy E betű is. A zöld szín a reményt jelképezi, a fehér a békét és a semlegességet, az ötágú csillag (az úgynevezett "zöld csillag") pedig az öt (a hagyományos számítás szerint) lakott kontinenst.

## Története
Eredetileg (kissé eltérő arányban) a Boulogne-sur-Mer-i (franciaországi) eszperantó klub zászlaja volt, amelyet Michaux, Sergeant és Duchochois csoporttagok terveztek. Nem sokkal a kongresszus előtt a három eszperantista meglátogatta Gras kereskedőt, a Faidherbe utca 14. szám alatt, majd Duchochois krétát kért, és a pulton rajzolt egy négyzetet. Aztán azon gondolkodtak, mit kellene még hozzá tenni. Duchochois zöld színű zászlót akart, háromszínű csíkkal, Sergeant azt javasolta, jobb lenne, ha nem államosítanák a zászlót, Michaux pedig ragaszkodott ahhoz, hogy csillagot is tartalmazzon. Sergeant gondolt arra is, hogy az osztály prefektusi rendelet előírja, hogy az egyes csoportok transzparensei megkülönböztető jelet kell, hogy viseljenek, ezért szerinte E betűt kell tartalmaznia a csillag közepének.
A transzparenst azonnal megrendelték az üzletben: másfél méter hosszú és egy méter széles volt, a fehér négyzet prdig ötven centiméter. Néhány nappal később, augusztus első napjaiban, a zászló már lobogott is a város utcáinak sok házán, a színház előtt és a Great Caféban is, ahol az 1. Eszperantó Világkongresszus kongresszusi fogadása történt 1905-ben. 1905. augusztus 9.-én a kongresszus egyik napirendi pontja pontosan az eszperantó zászló volt. Ostrowski volt az a szónok, aki levette az egyik zászlót a színház korlátjáról, és azt mondta: „Ne vicceljünk, az a zászló, amely a győzelemhez ill. a jövőbe vezet minket és a világ minden országában lobogni fog, már itt van.” A kongresszus egyhangúlag elfogadta ezt a javaslatot. Zamenhof dedikált az első transzparensek közül kettőt, az egyiket Michaux-nak, a másikat Sergeant-nak adta, aki 23 évig őrizte a zászlót, majd később a bécsi E-Múzeumnak adományozta. 
Az 1998-ban alapított Esperanta Civito, mint a nemzetközi jog képviselője, hivatalosan is jóvá hagyta az eszperantó zászlót.
A zászló aránya 2:3 (két egység magas, három egység hosszú). Ez az arány 3:2 = 1,5 közel áll az aranyszabály 1,618 értékéhez.
Néhány eszperantista ellenzi a használatát, mert a kívülállók számára szektásnak vagy nacionalistának tűnhet. Ezért inkább modernebb szimbólumokat használnak, például az úgynevezett eszperantó jubileumi szimbólumot, amelyet először az Eszperantó Világszövetség (UEA) jubileumi évében használtak eszperantó szimbólumként. Valójában a jubileumi szimbólumot főleg a jelenlegi UEA szimbólumaként használják, de ez a Flamand Eszperantó Liga hivatalos szimbóluma is, és gyakran használják az ifjúsági eszperantó mozgalomban is.

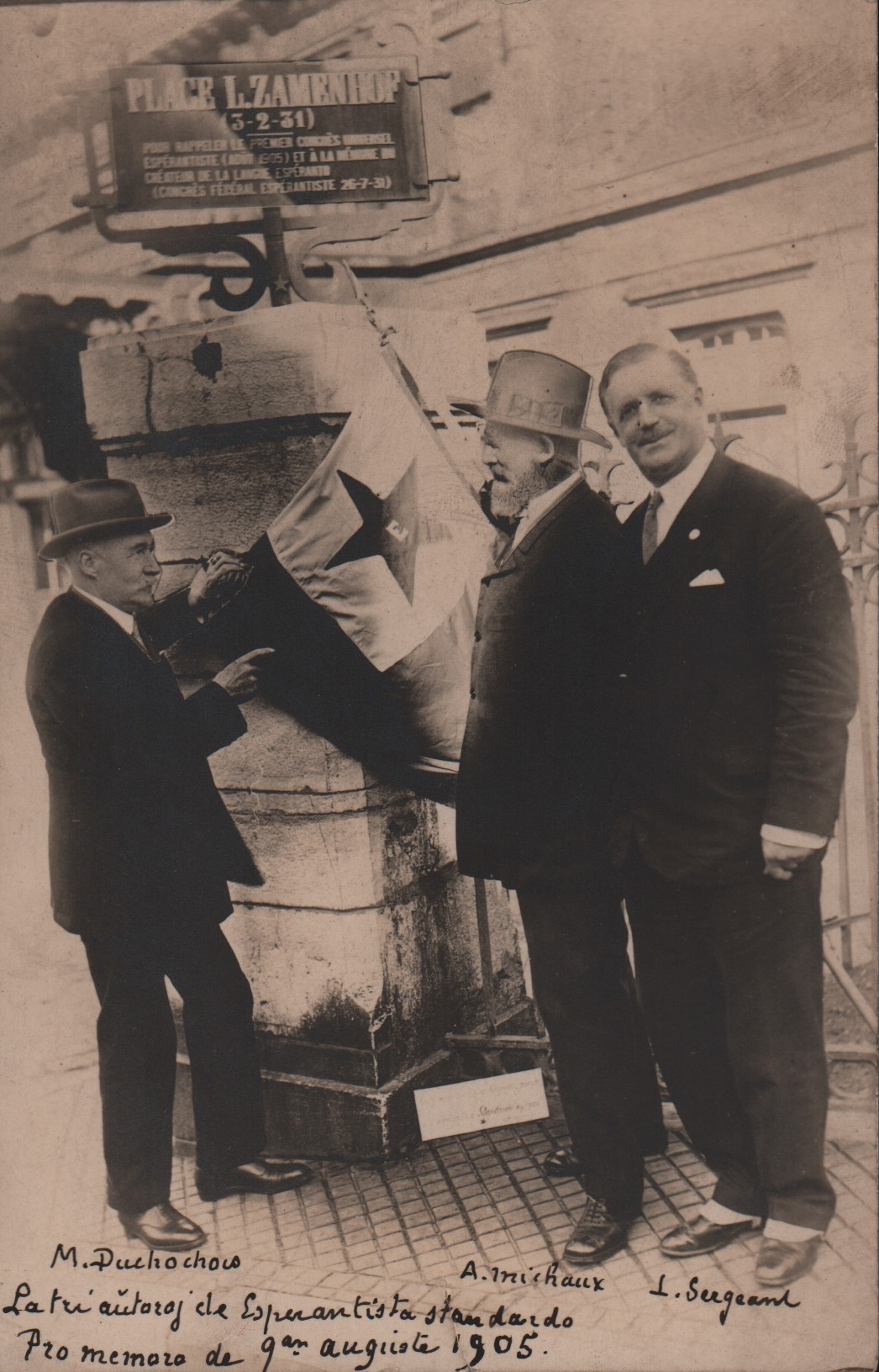
Képeslap az eszperantó zászló három megalkotójával
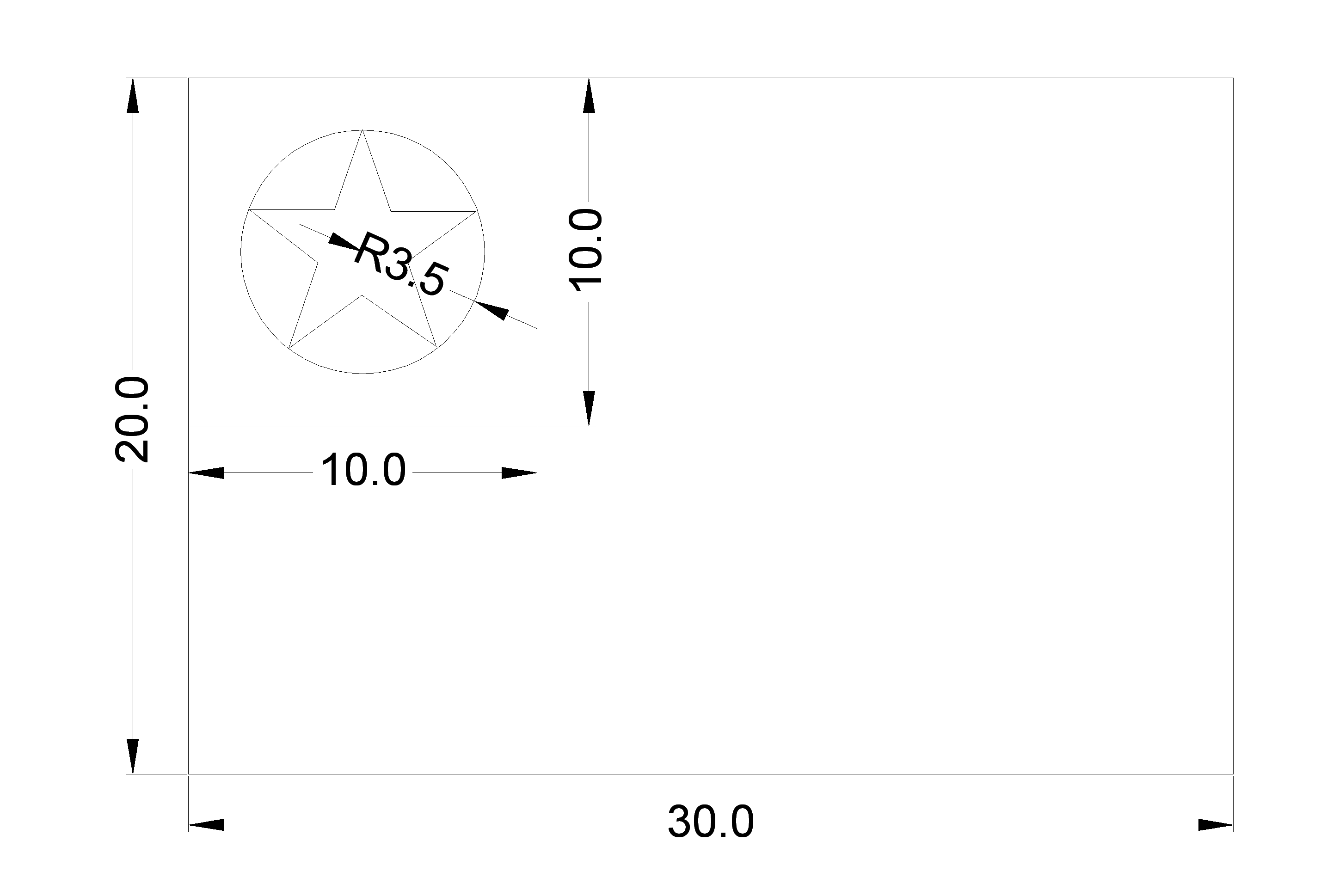
Az eszperantó zászló paraméterei
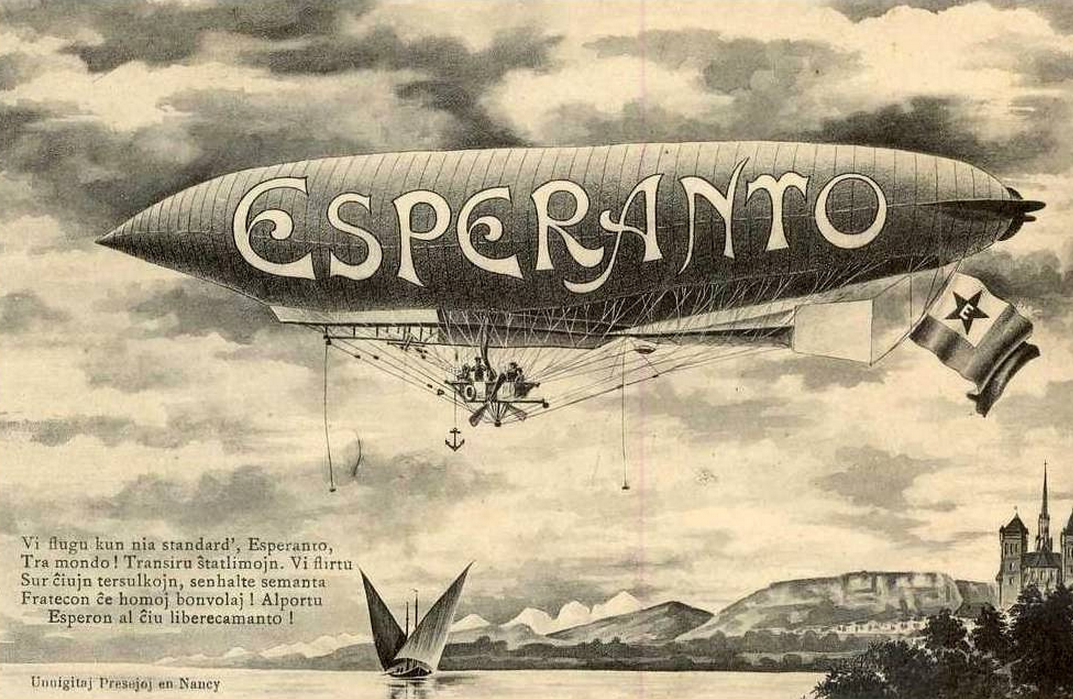
Eszperantó képeslap léghajóval és a korabeli eszperantó zászlóval

## Alternatív eszperantista zászlók

A Sennacieca Asocio Tutmonda zászlója
A katolikus eszperantisták zászlója
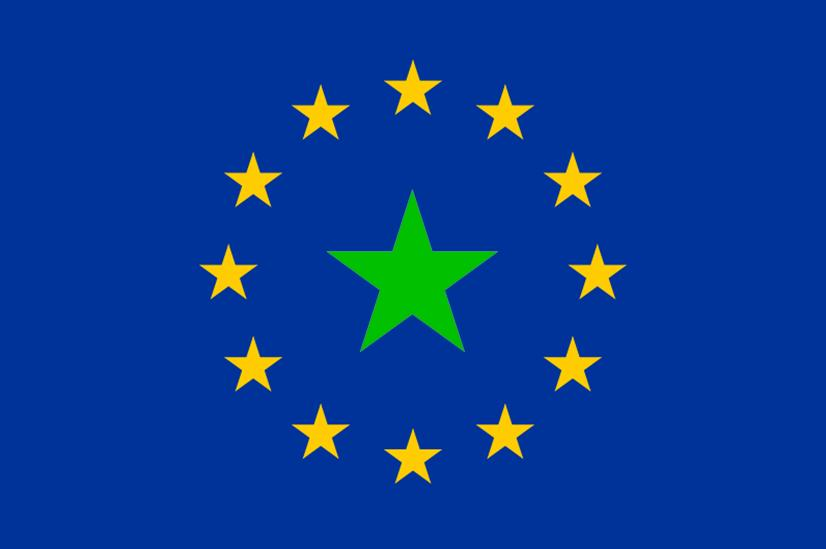
Az Európai Eszperantó Unió javasolt zászlója

### Rendhagyó eszperantista zászlók

A Semleges Moresnet zászlója
A Rózsa-szigeti Köztársaság zászlója

### További zászlók
További zászlók megjelenítése

## Fordítás
- Ez a szócikk részben vagy egészben  az   Esperanto-flago című eszperantó Wikipédia-szócikk ezen változatának fordításán alapul.  Az eredeti cikk szerkesztőit annak laptörténete sorolja fel. Ez a jelzés csupán a megfogalmazás eredetét és a szerzői jogokat jelzi, nem szolgál a cikkben szereplő információk forrásmegjelöléseként.